# Ebullition Records
Ebullition Records ist ein Anfang 1990 gegründetes Independent-Label mit Sitz in Goleta, Kalifornien/USA. Das stark unkommerziell ausgerichtete und D.I.Y.-bewusste Label gehört zu den wichtigsten Veröffentlichern im Bereich Emo, Screamo und Hardcore-Punk. Daneben wurde auch das D.I.Y.-Fanzine Heartattack herausgegeben.

## Geschichte
Das Label wird 1990 vom ehemaligen Kolumnisten der Zeitschrift Maximum RocknRoll, Kent McClard, gegründet. Unterstützung erhält er dabei von Sonja Skindrud, die für das Exedra ’zine schrieb und vor allem für den Namen verantwortlich war, sowie von Brent Stephens, Mitglied von Downcast, der das Logo entwarf.
Nach dem ersten gescheiterten Projekt der Veröffentlichung einer LP von Inside Out arbeitete das Label mit dieser Band, die später als Rage Against the Machine internationalen Erfolg haben wird, ein zweites Mal zusammen; dieses Mal wieder, um eine Platte mit dem selbigen Namen Rage Against the Machine herauszubringen. Der Name, den sich die Band später gibt, geht dabei auf einen Spruch McClards zurück, den er einige Zeit beim Fanzine No Answers #9 bei seinen Artikeln verwendete. Das Projekt wird aber nie beendet.
Nach einigen fehlgeschlagenen weiteren Versuchen, Platten von Bands zu veröffentlichen, erscheint Ende 1990 schließlich ein Album der bekannten Gruppe Downcast.
Kent McClard sagte zu den Anfangstagen:

“Downcast was the perfect band to start Ebullition with, and while I would have liked to have done those releases with Inside Out and Econochrist, Downcast was certainly the best choice for the start of Ebullition Records.”

„Downcast war die perfekte Band, um mit Ebullition anzufangen und auch wenn ich diese Veröffentlichungen mit Inside Out und Econochrist gerne gemacht hätte, war Downcast sicherlich die beste Wahl zum Start von Ebullition Records.“

## Stile und Bands
Das Label entwickelt sich später zu einem der wichtigsten Herausgeber von Platten aus dem Emo und Screamo, aber auch aus dem üblichen Hardcore-Punk-Bereich. Das Label veröffentlichte etwa die Diskographie der einflussreichen Band Policy of 3, viele Platten wichtiger Screamo-Bands wie Portraits of Past, Orchid oder der deutschen Gruppe Yage sowie Alben lokaler D.I.Y.-Bands.
Eine nicht vollständige Auflistung von Bands, die auf dem Label veröffentlicht haben:
| - Admiral - Amber Inn - Ampere - Bread and Circuits - Downcast - Econochrist | - Floodgate - Iconoclast - Jara - Los Crudos - Moss Icon - Orchid | - Policy of 3 - Portraits of Past - Reversal of Man - Seein’ Red - Severed Head of State - Still Life | - Struggle - Submission Hold - This Machine Kills - Torches To Rome - Yage - Yaphet Kotto |

## Heartattack-Fanzine
Das Heartattack-Fanzine wurde ebenfalls über Ebullition Records von 1994 bis 2006 herausgegeben. Dabei standen Bands aus dem Bereich Hardcore-Punk und Emo sowie die D.I.Y.-Kultur im Mittelpunkt.